# Spulerina astaurota
Spulerina astaurota là một loài bướm đêm thuộc họ Gracillariidae. Nó được tìm thấy ở Ấn Độ (Assam, Meghalaya), Nhật Bản (Kyūshū, Shikoku, Honshū), Hàn Quốc và vùng Viễn Đông Nga.
Sải cánh dài 9.2-11.2 mm.
Ấu trùng ăn Chaenomeles, Malus domestica, Malus sieboldii, Malus sylvestris, Prunus domestica, Prunus serotina, Pyrus communis và Pyrus pyrifolia. Chúng ăn cuốn lá nơi chúng làm tổ.